# Năm nhuận thế kỷ
Trong lịch Gregorian, một năm kết thúc bằng "00" chia hết cho 400 là một năm nhuận thế kỷ, với tháng nhuận có ngày 29 tháng 2 và tổng số ngày trong năm là 366 ngày thay vì 365 ngày. Năm thế kỷ (chia hết cho 100) không chia hết cho 400 không phải là năm nhuận mà là năm thường có 365 ngày. Ví dụ, các năm 1600, 2000 và 2400 là những năm nhuận thế kỷ vì những con số đó chia hết cho 400, trong khi 1700, 1800, 1900, 2100, 2200 và 2300 là những năm thường mặc dù nó chia hết cho 4. Năm nhuận chia hết cho 400 luôn bắt đầu vào thứ bảy; do đó, ngày nhuận 29 tháng 2 trong những năm đó luôn rơi vào thứ ba.
Lịch Gregorian mang lại một năm trung bình hiện theo dõi thời kỳ cách mạng hàng năm của Trái đất chặt chẽ hơn lịch Julius cũ, trong đó mỗi bốn năm (bao gồm cả những năm cuối thế kỷ) là một năm nhuận. Công thức Julius thêm quá nhiều ngày nhuận (3 cứ sau 400 năm), khiến lịch Julius vận động dần theo các mùa thiên văn. Theo thời gian, các sự kiện tự nhiên như xuân phân bắt đầu xảy ra sớm hơn và sớm hơn trong lịch Julius.
Lịch Gregorian được giới thiệu vào năm 1582, nhưng được nhiều quốc gia khác nhau áp dụng trong nhiều thế kỷ, do đó một số quốc gia vẫn sử dụng lịch Julius cũ hơn trong khi các quốc gia khác sử dụng lịch Gregorian. Ngày trước năm 1582 thường được tính bằng lịch Julius và các quốc gia khác nhau có các quy ước khác nhau về các ngày giữa năm 1582 và việc thông qua lịch Gregorian. (Xem, ví dụ, ngày Ngày trong lịch cũ và lịch mới).